# Mojowono
Mojowono is een bestuurslaag in het regentschap Mojokerto van de provincie Oost-Java, Indonesië. Mojowono telt 2049 inwoners (volkstelling 2010).